# Памфір
«Памфір» (англ. Pamfir) — український художній фільм 2022 року режисера Дмитра Сухолиткого-Собчука, світова прем'єра відбулася 22 травня 2022 року на 75-у Каннському кінофестивалі, у програмі 54-го «Двотижневика режисерів». В українському прокаті – з 23 березня 2023 року. З 22 червня цього ж року стрічка вийшла на платформі «Netflix», 25 листопада – телевізійна прем'єра на каналі «1+1». Стрічка отримала головний приз міжнародного кінофестивалю в Каїрі, гран-прі Київського міжнародного кінофестивалю «Молодість», стала учасницею багатьох міжнародних кінофестивалей. «Памфір» названо у числі найкращих фільмів 2023 року за версією британського «The Guardian».
Головну роль виконав Олександр Яцентюк. Стрічку було знято до початку повномасштабного російського вторгнення в Україну, який «став одним із найважливіших художніх висловлювань про нинішню Україну – про незламний дух і снагу до життя».

## Сюжет
Головний герой фільму, Памфір — колишній контрабандист, проте гарний сім'янин, який повертається до рідного села, розташованого у західній частині України, після того, як кілька років відпрацював за кордоном. Він вирішує відтепер заробляти на життя чесною працею, подаючи тим самим гарний приклад своєму синові-підліткові Назареві. Головні події відбуваються на Буковині напередодні традиційного карнавалу — Маланки. Але в регіоні корупція є невід'ємною частиною усіх сфер життя, а злочинність та релігія нерозривно пов'язані між собою. Організовану злочинність очолює Орест Іванович Мордовський на прізвище «Морда», за сумісництвом керівник місцевого лісоохоронного підприємства. Шляхетним планам Памфіра не судилося здійснитися через інцидент за участю його сина: Назар хоче затримати батька вдома та підпалює його документи, а разом з ними мимоволі й місцевий дім молитви. Тепер, щоб відшкодувати завдану шкоду, Памфір змушений відновити зв'язок зі своїм неспокійним минулим, повернутися до криміналу, стати членом злочинного угруповання та знову зайнятися контрабандою.

## Творці проєкту

### Акторська команда
- Олександр Яцентюк — Леонід (Памфір)
- Станіслав Потяк — Назар, син Леоніда
- Соломія Кирилова — Олена, дружина Леоніда
- Олена Хохлаткіна — мати Леоніда
- Мирослав Маковійчук — батько Леоніда
- Іван Шаран — Віктор, молодший брат Памфіра
- Олександр Ярема — Орест («Морда»)
- Андрій Кирильчук — Бобул, дільничий
- Ігор Данчук — пастор Андрій
- Петро Чичук — Василь, лісник
- Віталій Боюк — Коля, близнюк
- Олександр Боюк — Толя, близнюк
- Катерина Тисяк — Ангеліна
- Віктор Барановський — Щур
- Галина Свята — прикордонниця
- Георгій Поволоцький — Бізон, прикордонник
- Олексій Лейбюк — Акела
- Володимир Лютіков — прикордонник
- Віталій Коваль — Петро, прикордонник
- Зіновій Симчич — священик
- Ігор Дем'янюк
- Римма Зюбіна — телевізійна ведуча концерту на замовлення

### Творча команда
Фільм створили спільно представники України, Франції, Польщі та Чилі. Виробництво фільму здійснила компанія BOSONFILM спільно з Les Films D'Ici, MADANTS, Quijote та в партнерстві з Mainstream pictures.
- Автор сценарію — Дмитро Сухолиткий-Собчук
- Режисер-постановник — Дмитро Сухолиткий-Собчук
- Оператор-постановник — Микита Кузьменко
- Художник-постановник — Іван Михайлов
- Художник з костюмів — Марія Квітка
- Художник із гриму — Марія Пілунська
- Звукорежисер — Сергій Степанський
- Спеціальні ефекти — Денис Рева
- Продюсери: Олександра Костіна, Євгенія Яцута, Альона Тимошенко, Артем Колюбаєв, Лора Бріан, Клаудія Смея, Богна Шевчик та Жанкарло Насі.

## Виробництво

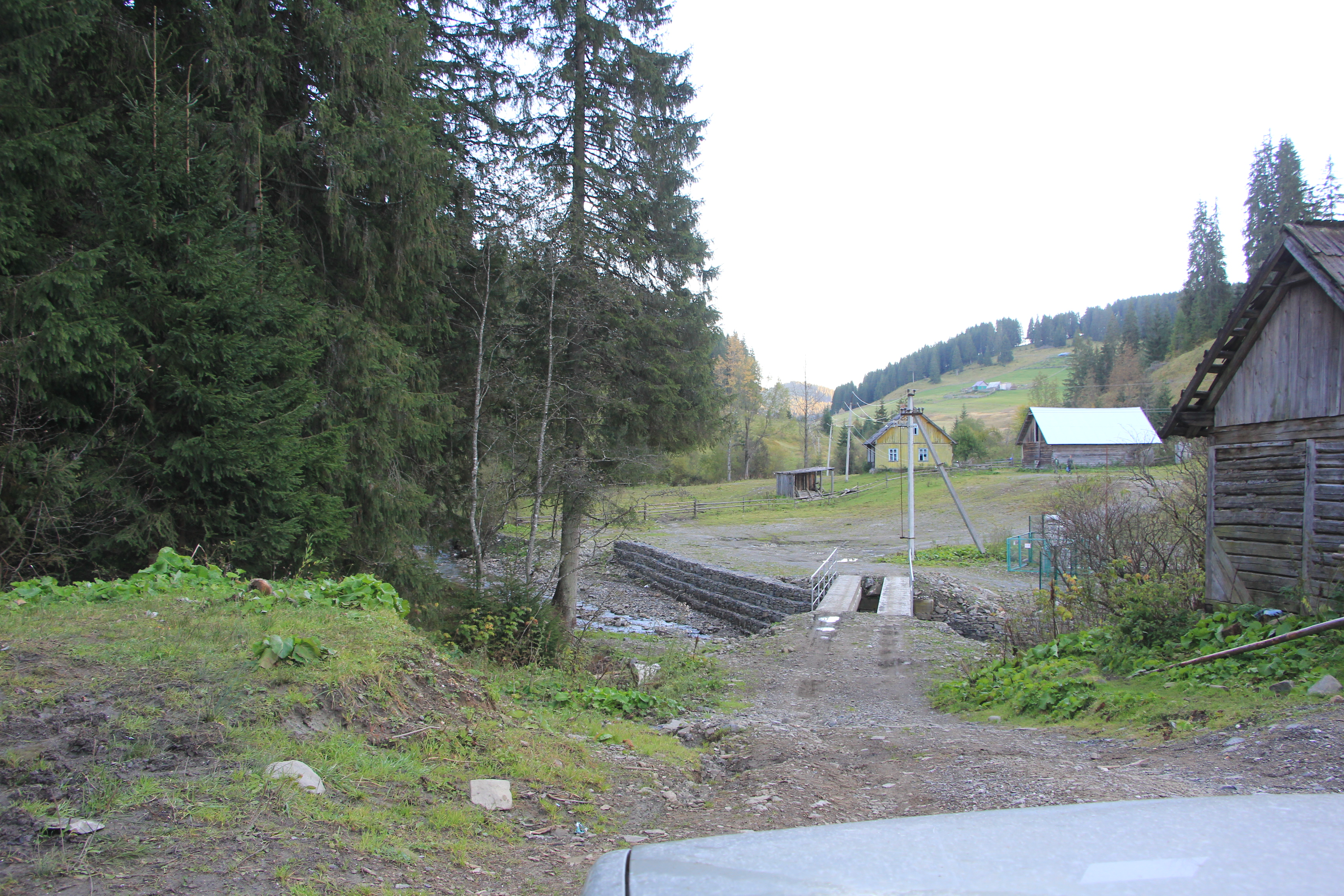
Село Сарата Вижницького району Чернівецької області

Перший тритмент майбутнього фільму було написано 2016-го року, коли режисер із короткою оповіддю брав участь на воркшопі «Torino Film Lab». Потім сталася пауза, протягом якої режисер дебютував своїм короткометражним ігровим фільмом «Штангіст».
Від травня 2018-го до проєкту долучається продюсерка Олександра Костіна. Перший час робота йшла спільно, проте зрештою функції було розділено на творчі та продюсерські. Наступний етап в роботі зі сценарієм припав на час резиденції Каннського міжнародного кінофестивалю «Cinefondation Residence» (Франція) 2019 року. Сутність полягала у тому, що шести авторам були надані можливості жити й працювати у Парижі, та отримувати різні консультації. Проєкт розроблявся у сценарних майстернях «TorinoFilmLab» (Script&Pitch) та «Midpoint Intensive». Фіналом стала презентація проєктів у павільйоні «Cinema du monde» (CNC). Проєкт отримав увагу та знайшов французьких партнерів, зокрема компанію «Les Films D’Ici» та копродюсерку Лору Бріан.
2019 року «Памфір» став одним із переможців 11-го конкурсного відбору Держкіно та отримав державну фінансову підтримку. Стрічка також отримала підтримку Польського Інституту Кіно (PISF), швейцарського фонду Visions Sud Est, одного із найвідоміших європейських фондів, які фінансують експериментальне кіно — Hubert Bals Fund, французького національного центру кіно — «CNC Aide aux cínemas du monde», міжнародного фонду «Goteborg Film Fund» та Чернівецької обласної державної адміністрації. Розробка проєкту здійснювалась за підтримки Українського культурного фонду.
Фільмування відбувалося з жовтня 2020 року в умовах локдаунів на Буковині, де перед цим актори прожили три місяці, для глибшого занурення в роль. Актори опановували місцевий діалект — записували на діалекті розповідь свого дня, вели щоденники персонажів про вподобання відносини з іншими персонажами тощо.
Початкові знімань передували експедиції, з яких на майданчик переносилися автентичні елементи. Зокрема, спосіб сушіння сіна у вигляді лабіринту, який зустріли у селі Сарата, художники відтворили в домі батьків Памфіра за фотографіями.
Камера оператора-постановника Микити Кузьменка «нав’язливо переслідує героїв, часом наближуючись до некомфортної близькості, або кружляє серед людей, крадькома на них позираючи. Інколи це несподівано обрані обрамлення: велике дзеркало (для сексу Олени і Леоніда), маленьке дзеркало заднього виду в машині (перше знайомство з Мордою) чи віконечко в стайні (коли народжує корова)». Операторську роботу було окремо відмічено на кінофестивалі незалежного кіно «Raindance» у Лондоні, на національному конкурсі «Золота дзиґа».
Одну сцену в селі, в якому відбуваються події фільму, знімали в більш ніж десяти різних місцях.

### Робота з акторами
Головні герої, під час підготовки до знімань, жили безпосередньо в автентичному осередку, поралися по господарству, пасли корів тощо. Особливістю було те, що робити все доводилося від імені свого персонажа. Паралельно відбувалася робота із діалектом. І, окрім теоретичних вправ, ще виконували завдання сходити на базар, познайомитися в людному місті тощо. У такий спосіб актори проходили тест на те, як вони вжилися в роль.
Задля ролей актор Олександр Яцентюк набрав 18 кілограмів, а Іван Шаран — схуд на 10 кг.
Актори опановували нові для себе професії. Соломія Кирилова, для переконливості своєї героїні в кадрі, пропрацювала на справжньому конвейері протягом повного тижня. Для входження в роль дільничого, Андрій Кирильчук провів місяць у відділку в Івано-Франківську.
Окрім професійних акторів, до фільмування масових сцен залучили місцеве населення.

## Образи фільму

### Памфір
У назву фільму винесено прізвисько, яке отримав головний герой у своєму селі від свого діда. Сама історія «Памфіра» розкривається у фільмі.
На питання про наявність прототипу головного героя, режисер відповідає: «У мене якось так виходить, коли я роблю кіно, що це завжди збірний образ. Якщо говорити про нього, то є якісь риси, які приніс сам головний герой, виконавець головної ролі Олександр Яцентюк, а якісь – зчитував і переймав від інших людей. Тому сказати, що був конкретний чоловік, який став прообразом, – я б так однозначно не стверджував. Це збірна субстанція».

### Маланка
Образ Маланки в «Памфірі», режисер визначає «яскравим діамантом в палітрі». Це є чергове звернення до свята у творчості Дмитра Сухолиткого-Собчука – попередньою була документальна робота 2013 року «Красна Маланка», в якій досліджував єдність свята із людьми та природою.
Відтворена у «Памфірі» версія Маланки, є компіляцією з трьох населених пунктів: Белелуя, Вашківці, Красноїльськ. Над окремими елементами працювали народні майстри, художники-декоратори, зокрема Володимир Чорний.
Знайомство з Маланкою для Олександра Яцентюка розпочалося за рік до зйомок, коли він прийздив для безпосереднього знайомства зі світом до Чернівців, на Фестиваль Маланки.

## Мова
Стрічка навіть у національному прокаті вийшла із субтитрами (в Україні – українськими), для полегшення глядачу сприйняття буковинського діалекту, яким розмовляють персонажі.
На спробу «піратського» перекладу фільму російською мовою, режисер відреагував так: «У цьому є один плюс – вони взагалі не зрозуміли діалект, перевернутий зміст навіть елементарних речень. Між нами і нашими культурами прірва! Їм нас не зрозуміти».

## Фестивальне життя
Фільм «Памфір» увійшов до числа 23 ігрових фільмів з усього світу, які було відібрано до участі у програмі 54-го «Двотижневика режисерів», паралельній програмі 75-го Каннського кінофестиваля. Стрічка демонструвалася поряд із іншими учасників програми 2022 року: Алекса Ґарленда, П’єтро Марчелло, Міа Хансен-Лове, Ніколя Парізер, Аліси Уінокур та інших. Показ в Каннах 22 травня 2022 року став і світовою прем'єрою «Памфіра». Серед гостей показу були присутніми президентка Європейської кіноакадемії Аґнешка Голланд, голова Державного агентства України з питань кіно Марина Кудерчук, режисерка Агнешка Смочинська, режисер Філіп Лакот та інші. Медіа фіксують тривалі, понад шість хвилин, овації по завершенні показу.
На думку режисера, питання показувати чи не показувати стрічку на фестивалі, участь в якому беруть зокрема й росіяни (в команді режисера Максима Наконечного, фільм якого також брав участь в один із конкурсів фестивалю, такі дискусії велися), взагалі не стояло. Основну позцію він формуляє так: «Якщо ми будемо розвертатись і йти з усіх подій, де будуть запрошувати росіян, це просто означає, що ми забираємо можливість свого голосу, своєї позиції, її озвучування. Для мене це скоріше позбавлення себе можливості говорити зі світом про війну. У Каннах нас відібрала не тільки одна програма, пропозицій було декілька – і стало зрозуміло, що якщо ми поїдемо, нас ніхто не буде питати про кіно, нас будуть питати про нас. І наш голос стане зброєю, яку треба використовувати, щоб говорити про те, що відбувається в країні».

## Прокат та постпрокат
В український прокат стрічка вийшла 23 березня 2023 року.
За шість вікендів українського прокату «Памфір» зібрав 76 414 глядачів, а касові збори стрічки склали понад 11 мільйонів гривень. Лідером прокату стало місто Київ, на яке припало майже 53% касових зборів (найбільша кількість гладачів переглянула стрічку у кінотеатрі «Жовтень» – 10 117 за 80 сеансів). На другій сходинці – Львів (20,62%), далі з великим відставанням – Івано-Франківськ, Одеса та Дніпро.
У червні 2023 року британське видання «The Guardian» включило стрічку «Памфір» до переліку з 37 стрічок, яке визначило найкращими фільмами 2023 року. Серед інших – «Тар» із Кейт Бланшетт, «Фабельмани» Стівена Спілберга, «Син» Флоріана Зеллера, документальні фільми про музиканта «Little Richard» та мігрантів в ірландському містечку Ґорт. Коментуючи рейтинг, режисер Сухолиткий-Собчук зауважив:
|  | Це підбірка, де український фільм займає своє місце. І я неймовірно радий та пишаюся тим фактом, що саме «Памфір» отримав такого роду визнання, де художні якості стоять на високому рівні, де у світовому контексті, звучить український авторський голос. І у цьому висловлюванні вже починають шукати пояснення, чому саме українці настільки сильні, настільки відчайдушні. Серед вшитих контекстів, прихованих кодів, знаходять відповіді й причини любові до свободи та самопожертви. Через «Памфір» з нами як із нацією знайомляться не тільки через війну. Завдяки фільму глядачі часто отримують відповіді, що ж ми за народ такий волелюбний, відважний, який протистоїть сильному ворогу, що переважає нас у кількості, а ми всеодно стоїмо як єдина нація, єдине ціле. Для мене це важлива ознака того, що авторські голоси «про нас» отримують гідну увагу. |

Після всеукраїнського кінопрокату з 22 червня 2023 року стрічка вийшла на стрімінговій платформі «Netflix» із доступними субтитрами англійською мовою.
У червні 2023 року, до Свята Купала, на локації «Карпати» Національного музею народної архітектури та побуту відкрилась експозиція до фільму під назвою «Додому до Памфіра», до якої увійшли зібрані костюми, реквізит, обрядові маски, ескізи та розкадровки сцен фільму. Відвідувачі отримували доступ до перегляду фото та відеоматеріалів про створення кінокартини, про народну традицію Маланки та про особливу художню реальність фільму. В рамках події відбувся й перегляд фільму просто неба.

## Нагороди та номінації
| Список нагород та номінацій | Список нагород та номінацій | Список нагород та номінацій                                          | Список нагород та номінацій                                                                       | Список нагород та номінацій | Список нагород та номінацій | Список нагород та номінацій |
| Рік                         | Країна                      | Кінофестиваль/Кінопремія                                             | Категорія                                                                                         | Номінант(и) | Результат                   | Дж                          |
| --------------------------- | --------------------------- | -------------------------------------------------------------------- | ------------------------------------------------------------------------------------------------- | --- | --------------------------- | --------------------------- |
| 2022                        | Франція                     | 75-й Каннський кінофестиваль з 17 по 28 травня                       | 54-й «Двотижневик режисерів» з 18 по 27 травня                                                    | |                             | [ 12 ] [ 33 ]               |
| 2022                        | Україна                     | 51-й Київський міжнародний кінофестиваль «Молодість» з 1 по 3 грудня | Ґран-прі за найкращий фільм Міжнародної конкурсної програми                                       | Дмитро Сухолиткий-Собчук | Перемога                    |                             |
| 2022                        | Україна                     | 51-й Київський міжнародний кінофестиваль «Молодість» з 1 по 3 грудня | Спеціальний диплом журі у конкурсній програмі національного художнього кіно                       | Дмитро Сухолиткий-Собчук | Перемога                    |                             |
| 2022                        | Україна                     | Національна премія кінокритиків «Кіноколо»                           | Найкращий режисер                                                                                 | Дмитро Сухолиткий-Собчук | Перемога                    |                             |
| 2022                        | Україна                     | Національна премія кінокритиків «Кіноколо»                           | Відкриття року                                                                                    | Дмитро Сухолиткий-Собчук | Перемога                    |                             |
| 2022                        | Україна                     | Національна премія кінокритиків «Кіноколо»                           | Найкращий сценарій                                                                                | Дмитро Сухолиткий-Собчук | Перемога                    |                             |
| 2022                        | Україна                     | Національна премія кінокритиків «Кіноколо»                           | Найкращий повнометражний ігровий фільм                                                            | Дмитро Сухолиткий-Собчук | Перемога                    |                             |
| 2022                        | Україна                     | Національна премія кінокритиків «Кіноколо»                           | Актор головної ролі                                                                               | Олександр Яцентюк | Перемога                    |                             |
| 2022                        | Україна                     | Національна премія кінокритиків «Кіноколо»                           | Найкращий продюсер                                                                                | Олександра Костіна, Джейн Яцута, Артем Колюбаєв, Альона Тимошенко, Лаура Бріан, Богна Шевчик, Клаудія Смія, Джанкарло Насі, Адольф Ель Ассал, Сільвана Сантамарія | Перемога                    |                             |
| 2022                        | Єгипет                      | Каїрський міжнародний кінофестиваль                                  | Найкращий фільм                                                                                   | Дмитро Сухолиткий-Собчук | Перемога                    |                             |
| 2022                        | США                         | Філадельфійський кінофестиваль                                       | Почесна згадка за найкращу операторську роботу                                                    | Микита Кузьменко | Перемога                    |                             |
| 2022                        | Велика Британія             | Кінофестиваль «Танець дощу»                                          | Найкраща операторська робота                                                                      | Микита Кузьменко | Перемога                    |                             |
| 2022                        | Італія                      | Туринський кінофестиваль                                             | Приз глядацьких симпатій Акілла Вальдата                                                          | Дмитро Сухолиткий-Собчук | Перемога                    |                             |
| 2022                        | Сербія                      | Кінофестиваль Придунайських країн у Смедерево                        | Найкращий сценарій                                                                                | Дмитро Сухолиткий-Собчук | Перемога                    |                             |
| 2022                        | Сербія                      | Палицький кінофестиваль                                              | Приз ФІПРЕССІ                                                                                     | Дмитро Сухолиткий-Собчук | Перемога                    | [ 34 ]                      |
| 2022                        | Сербія                      | Палицький кінофестиваль                                              | Приз «Вежа Палича» найкращому режисерові                                                          | Дмитро Сухолиткий-Собчук | Перемога                    | [ 34 ]                      |
| 2022                        | Чилі                        | Міжнародний кінофестиваль у Сантьяго                                 | Найкращий іноземний актор                                                                         | Олександр Яцентюк | Перемога                    |                             |
| 2022                        | Австрія                     | Віденський кінофестиваль                                             | Приз читацького журі «Стандарту»                                                                  | Дмитро Сухолиткий-Собчук | Перемога                    |                             |
| 2023                        | США                         | Клівлендський міжнародний кінофестиваль                              | Конкурс фільмів меморіалу Грега Ганда (англ. The Greg Gund Memorial Standing Up Film Competition) | Дмитро Сухолиткий-Собчук | Перемога                    |                             |
| 2023                        | Україна                     | I Премія-відзнака «Чорний лотос»                                     | Кращий фільм                                                                                      | Дмитро Сухолиткий-Собчук | Перемога                    | [ 35 ] [ 36 ]               |
| 2023                        | Україна                     | VII Українська національна кінопремія «Золота дзиґа» липень          | Відкриття року                                                                                    | Дмитро Сухолиткий-Собчук («Памфір») | Перемога                    | [ 37 ]                      |
| 2023                        | Україна                     | VII Українська національна кінопремія «Золота дзиґа» липень          | Найкращий фільм                                                                                   | реж. Дмитро Сухолиткий-Собчук, прод. Олександра Костіна, Євгенія Яцута, Артем Колюбаєв, Альона Тимошенко                                                          | Перемога                    | [ 37 ]                      |
| 2023                        | Україна                     | VII Українська національна кінопремія «Золота дзиґа» липень          | Найкраща режисерська робота (Премія ім. Ю. Г. Іллєнка)                                            | Дмитро Сухолиткий-Собчук | Перемога                    | [ 37 ]                      |
| 2023                        | Україна                     | VII Українська національна кінопремія «Золота дзиґа» липень          | Найкраща чоловіча роль                                                                            | Олександр Яцентюк | Перемога                    | [ 37 ]                      |
| 2023                        | Україна                     | VII Українська національна кінопремія «Золота дзиґа» липень          | Найкраща жіноча роль                                                                              | Соломія Кирилова | Номінація                   | [ 37 ]                      |
| 2023                        | Україна                     | VII Українська національна кінопремія «Золота дзиґа» липень          | Найкраща чоловіча роль другого плану                                                              | Іван Шаран | Номінація                   | [ 37 ]                      |
| 2023                        | Україна                     | VII Українська національна кінопремія «Золота дзиґа» липень          | Найкраща чоловіча роль другого плану                                                              | Олександр Ярема | Номінація                   | [ 37 ]                      |
| 2023                        | Україна                     | VII Українська національна кінопремія «Золота дзиґа» липень          | Найкраща жіноча роль другого плану                                                                | Олена Хохлаткіна | Перемога                    | [ 37 ]                      |
| 2023                        | Україна                     | VII Українська національна кінопремія «Золота дзиґа» липень          | Найкраща операторська робота                                                                      | Микита Кузьменко | Перемога                    | [ 37 ]                      |
| 2023                        | Україна                     | VII Українська національна кінопремія «Золота дзиґа» липень          | Найкраща робота художника-постановника                                                            | Іван Михайлов | Перемога                    | [ 37 ]                      |
| 2023                        | Україна                     | VII Українська національна кінопремія «Золота дзиґа» липень          | Найкращий сценарій                                                                                | Дмитро Сухолиткий-Собчук | Перемога                    | [ 37 ]                      |
| 2023                        | Україна                     | VII Українська національна кінопремія «Золота дзиґа» липень          | Найкращий дизайн костюмів                                                                         | Марія Квітка | Перемога                    | [ 37 ]                      |
| 2023                        | Україна                     | VII Українська національна кінопремія «Золота дзиґа» липень          | Найкращий грим                                                                                    | Марія Пілунська | Перемога                    | [ 37 ]                      |
| 2023                        | Україна                     | VII Українська національна кінопремія «Золота дзиґа» липень          | Найкращий звук                                                                                    | Сергій Степанський | Номінація                   | [ 37 ]                      |
| 2023                        | Україна                     | VII Українська національна кінопремія «Золота дзиґа» липень          | Найкращі спеціальні ефекти                                                                        | Денис Рева | Перемога                    | [ 37 ]                      |